# Bothriochloa longipaniculata
Bothriochloa longipaniculata là một loài thực vật có hoa trong họ Hòa thảo. Loài này được (Gould) Allred & Gould mô tả khoa học đầu tiên năm 1983.